# Martin Caidin
Martin Caidin (Nova Iorque, 14 de setembro de 1927 – Flórida, 24 de março de 1997) foi um escritor norte-americano e uma autoridade em aeronáutica e aviação. Caidin escreveu mais de 50 livros e 1.000 artigos em revistas especializadas, dentre eles, o romance de ficção científica Cyborg.